# Rugby Club Lelo
Actualités
Le Rugby Club Lelo (en géorgien : რაგბის კლუბი ლელოს ou რაგბის კლუბი « Lelo ») ou Lelo Tbilisi (en géorgien : ლელო თბილისი, couramment partiellement francisé en Lelo Tbilissi) est un club géorgien de rugby à XV basé à Tbilissi.

## Historique
Le club est créé en 1969 ou 1980 suivant les sources.
Le Lelo Tbilisi intègre en 2014, alors que le club vient d'être sacré champion en titre de Géorgie, le cercle des clubs partenaires des Saracens et devient alors les Lelo Saracens Tbilisi (en géorgien : ლელო სარასენსი თბილისი),.
Le lien entre les Saracens et le Lelo n'est plus actif vers la fin de la saison 2023-2024 ; ce dernier adopte alors l'identité Rugby Club Lelo la saison suivante.

## Logo

Évolution du logo.
Logo du Lelo Tbilisi abandonné en 2014.
Logo du Lelo Saracens Tbilisi de 2014 à 2024.
Logo du Rugby Club Lelo instauré en 2024.

## Palmarès
- Championnat de Géorgie de rugby à XV :
  - Champion : 2004, 2009, 2013, 2014, 2015, 2016[1].
  - Finaliste : 2024
- Coupe de Géorgie de rugby à XV :
  - 2008, 2009, 2010[1].